# Hibbertia hibbertioides
Hibbertia hibbertioides är en tvåhjärtbladig växtart som först beskrevs av Ernst Gottlieb von Steudel, och fick sitt nu gällande namn av Judith Roderick Wheeler. Hibbertia hibbertioides ingår i släktet Hibbertia och familjen Dilleniaceae.

## Underarter
Arten delas in i följande underarter:
- H. h. meridionalis
- H. h. pedunculata